# Mast (Technik)

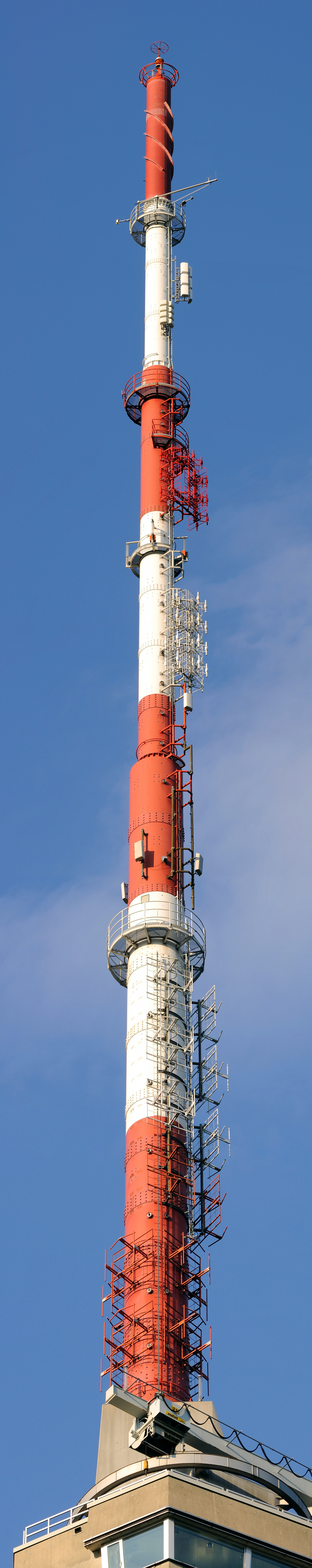
Der 98 Meter hohe Antennenmast des Fernsehturms St. Chrischona

Der Mast (v. althochdt.: mast) ist ein senkrecht stehendes pfeilerähnliches, nicht durch Menschen begehbares Bauwerk. Es kann aus verschiedensten Werkstoffen errichtet sein. Im Vergleich zu seiner Höhe ist seine Grundfläche gering.

## Zweck
Ein Mast dient in der Regel zum Befestigen von:
- Segeln (Segelmast), des Ladebaumes oder Ähnlichem beispielsweise auf Schiffen. Siehe: Schiffsmast
- Fahnen (Fahnenmast)
- Antennen oder als Selbststrahlender Sendemast, Antennenmast oder Funkmast
- Luftschiffen – siehe: Ankermast
- Beleuchtung, für Straßenbeleuchtung, Ampeln oder Flutlicht
- Werbung, Schildern und Wegweisern, z. B. als Überkopfwegweiser an Straßen
- Stromleitungen, siehe: Freileitungsmast
- Seilen (Tragseile, Zugseile, Förderseile etc.), z. B. bei Luftseilbahnen als Seilbahnstütze zum Unterstützen oder Niederspannen von Tragseilen und Förderseilen

## Konstruktion
In der Dimension und in der Bauweise können sich Masten erheblich unterscheiden. So bestehen Telefonmasten häufig aus einem einfachen Rundholz-Pfahl, hohe Sendemasten dagegen bestehen aus komplexeren turmähnlichen Konstruktionen, z. B. Stahlfachwerke oder rohrartigen Konstruktionen, die in der Bauweise Fabrikschornsteinen ähneln. Die Dimensionen reichen von handlichen Pfählen mit nur wenigen Metern Höhe, an denen Schilder angebracht sind, bis zu aufwändigen Bauten, die zu den höchsten menschlichen Bauwerken insgesamt zählen. 
Sonstige Unterteilungen
- allgemein: Telefonmast, Freileitungsmast
- nach Funktion: Abspannmast, Tragmast, Oberleitungsmast, Verdrillmast, Masttrenner, Abzweigmast, Endmast, Masttransformator
- nach Werkstoff, aus dem der Mast besteht: Holzmast, Betonmast, Stahlrohrmast, Gittermast
- nach Bauweise: Portalmast, Einebenenanordnung, Donaumast, Tannenbaummast, Tonnenmast

## Unterschiede von Mast und Turm
Häufig werden Masten von Türmen abgegrenzt, indem freistehende Konstruktionen als Turm, mit Seilen verspannte als Mast bezeichnet werden. Allerdings wird diese Unterscheidung in der Praxis nicht immer durchgeführt, denn nach dieser Definition wären Freileitungsmaste, da sie in Mitteleuropa fast immer als freistehende Konstruktion ausgeführt sind, keine Maste.
Auch existieren Konstruktionen, die eine Mischung aus freistehendem Turm und abgespanntem Mast darstellen (Hybridturm). Die Vornorm DIN V 4131:2008-09 „Antennentragwerke aus Stahl“ definierte im Abschnitt 3.3 den Turm mit freistehende, als Kragarm tragende Konstruktion und den Mast mit Konstruktion, die durch in verschiedenen Höhen angeordnete und am Boden oder einem anderen Bauwerk verankerte Seile gehalten wird. Diese Vornorm wurde im Juni 2011 zurückgezogen.

## Mastbruch

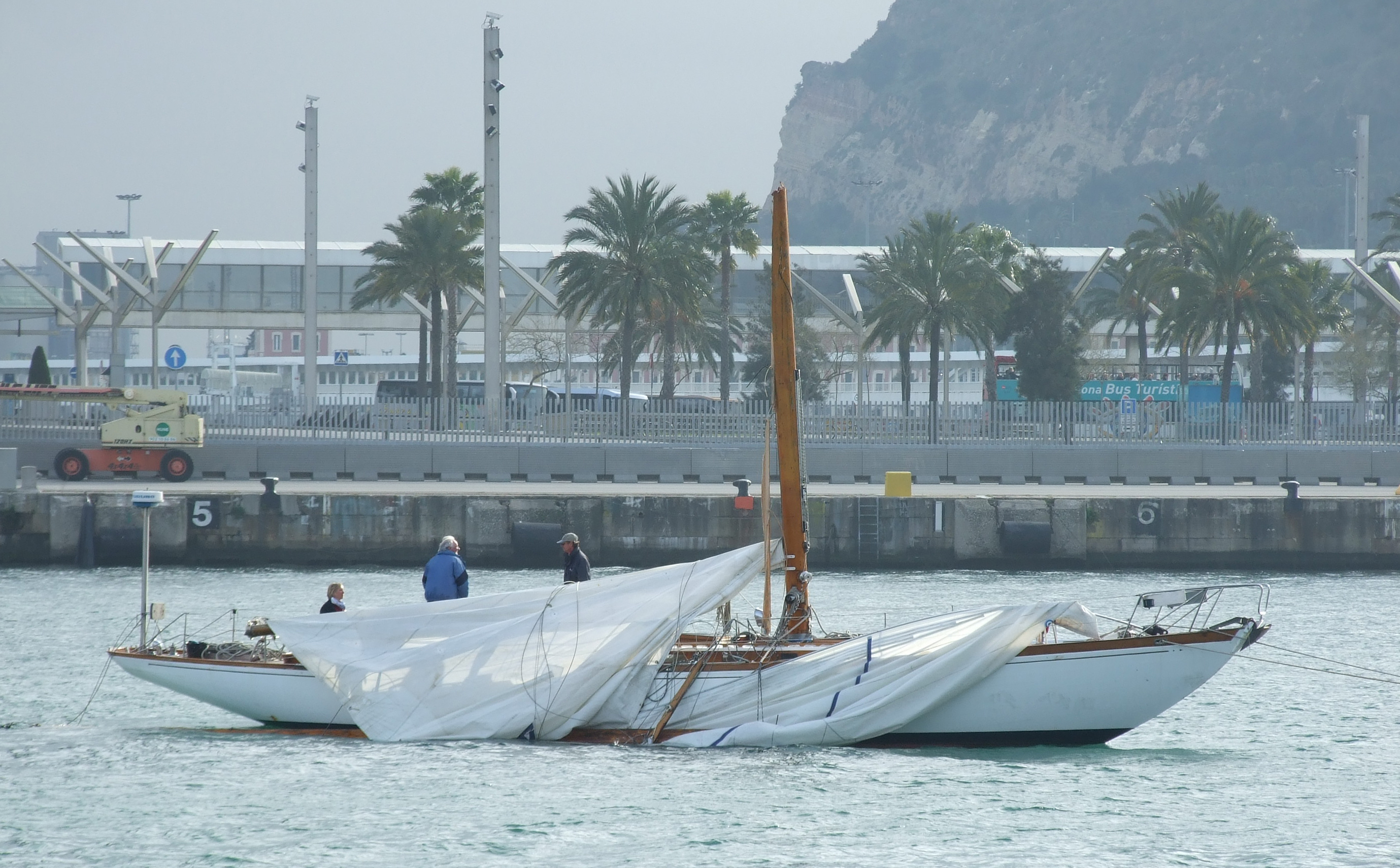
Mastbruch

Durch mechanische Überlastung oder unmittelbare Zerstörung bei Kollisionen kann es zu Bruch des Mastes kommen. Ursächlich oder begünstigend kann Materialermüdung, Korrosion oder (bei Holzmasten) Schwächung infolge unzureichenden Holzschutzes sein. Zu den einwirkenden Kräften gehört Winddruck auf den Masten oder angebaute Teile, abhängig zum Beispiel von der Segelfläche an einem Schiffsmast und der Windstärke. Außerdem wirken Gravitationskräfte. Insbesondere auf Fahrzeugen entstehen Trägheitskräfte, die sich aus dessen Bewegungen infolge Seegang oder Gelände ergeben. Schwingungen des Mastes infolge der einwirkenden Kräfte können einen Mastbruch begünstigen oder durch eine Resonanzkatastrophe verursachen. Schneelast oder Eislast (entsprechend auch bei Freileitungen und Seilen) kann ebenfalls zur Überlastung führen.

## Plural
Für Mast gibt es zwei Pluralformen, für die im Rechtschreibe-Duden kein Bedeutungsunterschied angegeben ist; die Form „Maste“ ist nach Duden seltener. – Die Obermenge Masten kann nach Funktion, Werkstoff und Bauart in Untermengen von Maste unterschieden werden. Auf einem Schiff gibt es nur Masten, da das Schiff bereits aus einem Kollektiv von Schiffen ausgewählt wurde. Werften sind hingegen auf Schiffsmaste spezialisiert. Die Unterscheidung wird inzwischen oft ignoriert.
- Masten – die Vielheit betonender distributiver Plural (unbegrenztes Ganzes aus identischen Teilen)
- Maste – ein das Ganze betonender kollektiver Plural (begrenztes Ganzes aus identischen Teilen) hebt die gleiche Art nach Funktion, Werkstoff oder Bauweise hervor.